# Словенское агентство разведки и безопасности
Словенское агентство разведки и безопасности (словен. Slovenska obveščevalno-varnostna agencija, сокращённо SOVA — СОВА)) — спецслужба Республики Словения, занимающаяся внешней разведкой и контрразведкой; правительственное агентство, подчиняющееся премьер-министру Словении. Занимается деятельностью в сфере внешней разведки и обеспечении национальной безопасности Республики Словения. Штаб-квартира SOVA находится в Дравле, в северо-западном квартале Любляны, на улице Стегне. Аналогом SOVA, осуществляющим военную разведку, является Служба разведки и безопасности Министерства обороны Словении.

## Образование
Предшественником СОВА является республиканское отделение Службы государственной безопасности (СДБ), образованной в 1966 году после преобразования службы-предшественницы УДБА. 9 мая 1991 года республиканская служба была преобразована в Службу безопасности и информации (словен. Varnostno-informativna služba, сокращённо VIS). В текущем виде разведывательная служба появилась 17 июня 1993 года, перейдя из подчинения Министерству иностранных дел Словении в подчинение Правительству Словении.

## Деятельность
Деятельность СОВА регулируется Законом о Словенском агентстве разведки и безопасности, принятом 7 апреля 1999 года и вступившем в силу 23 апреля 1999 года. Согласно статье 2 Закона, основными задачами агентства являются получение информации, её оценка и передача из-за границы или за границу. Агентство собирает разведданные за границей и предоставляет информацию, важную для защиты государственной безопасности, политических и экономических интересов страны, а также информацию об иностранных организациях, группах и лицах, чья деятельность может предоставлять угрозу национальной безопасности страны. Агентством руководит директор, назначаемый премьер-министром Словении с одобрения правительства.
Агентство осуществляет свою деятельность, взаимодействуя с компетентными государственными органами и службами, особенно с занимающимися вопросами безопасности, и предоставляя им необходимые сведения. Отчёты о своей работе, согласно статье 6, Агентство предоставляет премьер-министру Словении, президенту Словении, председателю Государственного собрания Словении и компетентным министрам, чтобы они могли принять или предложить соответствующие меры. Агентство может предоставлять информацию разведывательным службам иных государств, если соответствующее решение принято директором разведки.
Согласно статье 8, в случае, если агентством будет установлен факт подготовки или совершения каким-либо лицом преступления, то оно должно сообщить об этом генеральному директору полиции или государственному прокурору, а если совершающим преступление лицом является военнослужащий ВС Словении — то проинформировать Службу разведки и безопасности Министерства обороны Словении.

## Скандалы

### Незаконные прослушки
В 1991 году, незадолго до начала Десятидневной войны служба безопасности VIS записала телефонный разговор члена Президиума Словении Цирила Злобца с итальянским консулом, в ходе которого Злобец сообщил консулу о дате провозглашения Словенией декларации о независимости республики. С 1991 по 1993 годы, когда директором разведслужбы был Миха Брейц, она также организовала прослушку разговоров некоторых руководителей Либеральной демократии Словении.

### Чёрная касса
В 2006 году, после ухода Изтока Подбрегара с поста руководителя СОВА, вступивший в должность новый министр юстиции Ловро Штурм организовал следственную группу, которая должна была провести ревизию деятельности СОВА. В ходе расследования органы обнаружили незадекларированную «чёрную кассу», средства из которой использовались для лечения больного раком президента страны Янеза Дрновшека, но при этом в лечении задействовали нетрадиционные методы. Также на этим средства осуществлялись приобретения дорогостоящих подарков, учреждения некоторых компаний и т. д. Более того, в ходе расследования выяснилось, что СОВА прослушивала телефонные разговоры с более чем 3 тысяч номеров, записывая также разговоры между премьер-министрами Словении и Хорватии.

### Обнародование убежища
В марте 2007 года газета Dnevnik опубликовала сообщения о том, что в центре Любляны находится убежище (т. н. «безопасный дом», safe house) для сотрудников СОВА. Материал появился после визита в убежище директора разведки Матьяжа Шинковеца и помощника премьер-министра Александра Лавриха. На фоне этого также стало известно о том, что СОВА сотрудничает с немецкой разведслужбой БНД в сфере телекоммуникаций и организации прослушивания каналов связи на Западных Балканах.

### Публикация фото сотрудников спецслужб
В сентябре 2011 года около 80 фото сотрудников УДБА, а также бывших и действовавших сотрудников СОВА были опубликованы на нескольких интернет-сайтах. Все эти фото были сделаны во время пикника, на котором некоторые из сотрудников были запечатлены в состоянии алкогольного опьянения, нося при себе атрибутику с символами движения коммунистов. Среди запечатлённых был Звонко Храстар, муж государственного прокурора Бранки Зобец-Храстар, который в 1988 году арестовал будущего премьер-министра и министра обороны Словении Янеза Яншу, положив начало так называемому «процессу ЯТБЗ».

### Дорогостоящая мебель
В марте 2012 года выяснилось, что ушедший в отставку директор разведслужбы Себастьян Селан заказал дорогостоящую мебель стоимостью более 112 тысяч евро для своей квартиры с 5 спальнями, которая использовалась для организации встреч на высочайшем международном уровне. Это произошло на том фоне, что правительство собиралось сократить бюджетные расходы. Новый директор Дамин Чрнчец положил конец подобной практике, приказав провести внутреннюю ревизию.

### Политическая ангажированность
В январе 2013 года Комиссия по предотвращению коррупции Республики Словения получила сообщение, которое было переадресовано президенту Словении и парламентской Комиссии по надзору за службами разведки и безопасности. В сообщении утверждалось, что с 2011 года в СОВА все руководящие позиции занимают сторонники правящей Словенской демократической партии, членом которой был и премьер-министр Янез Янша.

## Директора службы
- Миха Брейц[словен.] (1990—1993)
- Янез Сирше[словен.] (1993)
- Силван Якин (1993)
- Драго Ферш (1993—1999)
- Томаж Ловренчич (январь 2000 — 1 июня 2002)
- Изток Подбрегар[словен.] (1 июня 2002 — 1 октября 2006)
- Матьяж Шинковец[словен.] (1 октября 2006 — 14 сентября 2007)
- Андрей Рупник[словен.] (14 сентября 2007 — 22 июля 2010)
- Себастьян Селан[12] (22 июля 2010 — 10 февраля 2012)
- Дамир Чрнчец[словен.][13] (10 февраля 2012 — 21 марта 2013)
- Стане Штембергер (21 марта 2013 — 22 октября 2014)
- Андрей Очек (22 октября 2014 — 27 ноября 2014)
- Зоран Клеменчич (27 ноября 2014 — 28 сентября 2018)
- Райко Козмель[словен.][14] (28 сентября 2018 — 14 апреля 2020[15])
- Янез Стушек[словен.][16] (14 апреля 2020 — 1 июня 2022)
- Йошко Кадивник (с 2 июня 2022[17])